# Victoria Ossadnik
Victoria Ossadnik (* 15. Juli 1968 in Frankfurt am Main) ist eine promovierte deutsche Physikerin und Vorstandsmitglied von E.ON.

## Werdegang
Ossadnik studierte ab 1987 Physik an der Ludwig-Maximilians-Universität in München und promovierte dort 1996 im Bereich der Quantenoptik.
Victoria Ossadnik begann 1996 ihre berufliche Laufbahn als COO von SCANLAB GmbH und arbeitete anschließend ab 1999 bei der CSC Ploenzke AG, unter anderem zwei Jahre als CEO eines Joint Ventures. Im Jahr 2003 wechselte sie in die Geschäftsleitung der Oracle in Deutschland und leitete dort unter anderem das Technology Consulting für Nordeuropa. Von 2011 bis 2015 war sie Mitglied der Geschäftsführung von Microsoft Deutschland GmbH, danach bis 2018 weltweit für die Enterprise Service Data und Artificial Intelligence-Organisation der Microsoft Corp. verantwortlich.
2018 trat Ossadnik als Vorsitzende der Geschäftsführung von E.ON Energie Deutschland in den E.ON-Konzern ein. Seit April 2021 ist Victoria Ossadnik Vorstandsmitglied der E.ON SE und inhaltlich für die Digitalisierung und die IT des Konzerns verantwortlich. Darüber hinaus unterstehen ihr die Bereiche Innovation, Digital Technology, Cyber Security und die interne Beratung.
Victoria Ossadnik ist verheiratet und hat zwei Kinder.

## Aufsichtsratsposten
- Seit 2016: Aufsichtsratsmitglied bei Linde plc.[6][2]
- 2018–2021: Aufsichtsratsmitglied bei der Commerzbank.[7][8]
- Seit 2024: Aufsichtsratsmitglied bei der Münchener Rückversicherungsgesellschaft-AG[2]

## Auszeichnungen
- Top100 Die einflussreichsten Frauen der deutschen Wirtschaft 2022 vom Manager Magazin.[9]
- Top100 Frauen der deutschen Wirtschaft 2023 und 2024 vom Manager Magazin.[10][11]
- Top 500 Fortune Tech Leaders: Europe's Most Influential Women 2024 (Rang 21).[12]
- Künstliche Intelligenz: Die 23 wichtigsten KI-Frauen Deutschlands 2025 vom Manager Magazin.[13]